# 沙因费尔德
沙因费尔德（德語：Scheinfeld）是德国巴伐利亚州的一个市镇，与上沙因费尔德相邻。总面积45.11平方公里，总人口4598人，其中男性2256人，女性2342人（2011年12月31日），人口密度102人/平方公里。